# Yanggu-gun
Yanggu-gun (koreanska: 양구군) är en landskommun  i provinsen Gangwon, i den norra delen av Sydkorea. Centralort är Yanggu-eup som ligger 110 km nordost om huvudstaden Seoul. Antalet invånare i kommunen är 23 052 (2019).
Kommunen gränsar i norr mot Nordkorea.
Yanggu-gun består av en köping (eup) och fyra socknar (myeon):
Bangsan-myeon,
Dong-myeon,
Guktojeongjungang-myeon,
Haean-myeon och
Yanggu-eup.